# Didiscus spinoxeatus
Didiscus spinoxeatus är en svampdjursart som beskrevs av Corriero, Scalera-Liaci och Pronzato 1997. Didiscus spinoxeatus ingår i släktet Didiscus och familjen Heteroxyidae.
Artens utbredningsområde är havet utanför Italien. Inga underarter finns listade i Catalogue of Life.